# Youngomyia cinctipes
Youngomyia cinctipes är en tvåvingeart som beskrevs av Ephraim Porter Felt 1915. Youngomyia cinctipes ingår i släktet Youngomyia och familjen gallmyggor.
Artens utbredningsområde är Guyana. Inga underarter finns listade i Catalogue of Life.